# Coreanos de Sajalín
Los coreanos de Sajalín son ciudadanos y residentes rusos de ascendencia coreana que viven en la isla de Sajalín, que tienen su origen en los inmigrantes de las provincias Gyeongsang y Jeolla de la Corea de Joseon durante finales de la década de 1930 y principios de los años 1940, la segunda mitad de la era colonial japonesa. En ese entonces, la mitad sur de la isla de Sajalín  —conocida en ese momento como la prefectura de Karafuto— estaba bajo el control del Imperio de Japón; y el gobierno japonés reclutó y forzó a los trabajadores coreanos a entrar al servicio y los envió a Karafuto cubrir la escasez de mano de obra resultante de la Segunda Guerra Mundial.
El Ejército Rojo invadió Karafuto días antes de la rendición de Japón; aunque casi todos los japoneses allí fueron repatriados exitosamente, casi la tercera parte de los coreanos no pudo obtener un permiso para partir a Japón o a sus lugares de origen en lo que hoy es Corea del Sur. Durante los siguientes cuarenta años, vivieron en el exilio.
En 1985, el gobierno japonés les ofreció derechos de tránsito y los fondos para la repatriación del grupo original de los coreanos de Sajalón; sin embargo, solo 1500 de ellos regresaron a Corea del Sur en las siguientes dos décadas. En vez de eso, la gran mayoría de los coreanos de todas las generaciones prefirieron quedarse en Sajalín.
Debido a la distinta historia e idiomas, los coreanos de Sajalín podrían o no sentirse identificados como Koryo-saram. El término «Koryo-saram» puede usarse para abarcar a todos los coreanos en la antigua Unión Soviética, pero por lo general se refiere a los descendientes de coreanos de la provincia de Hamgyŏng cuyos ancestros emigraron al Extremo Oriente ruso en el siglo XIX, y que posteriormente fueron deportados a Asia Central. La cuestión de la autoidentificación para los coreanos de Sajalín es compleja debido al hecho que muchos de ellos sienten que los coreanos de Asia Central los menosprecian.

## Historia

### Bajo el colonialismo japonés

#### Orígenes

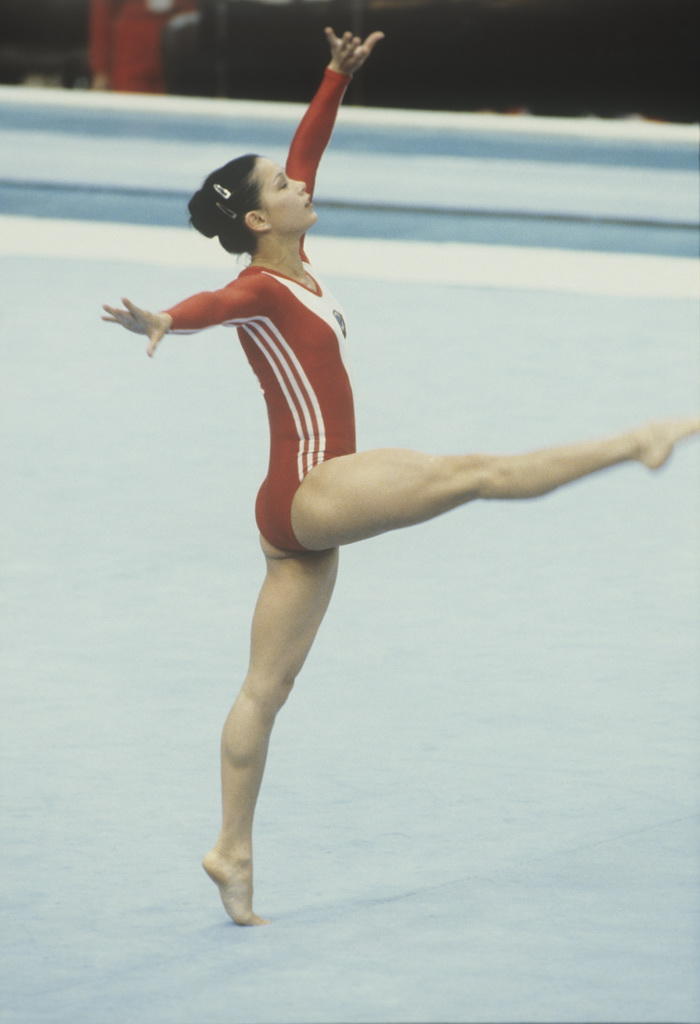
La gimnasta rusa Neli Kim en los Juegos Olímpicos de Moscú 1980, Kim tiene ascendencia coreana de Sajalín.

La inmigración de coreanos a Sajalín comenzó a principios de la década de 1910, cuando el Grupo Mitsui empezó a contratar trabajadores de la península para sus operaciones mineras. En 1920, diez años después de la anexión japonesa de Corea, había menos de un millar de coreanos en toda la prefectura de Karafuto, mayoritariamente hombres. Aparte del flujo de refugiados desde el Krai de Primorsky que huyeron a Karafuto durante la Revolución rusa de 1917, el número de coreanos en la provincia no aumentaba demasiado rápido; a mediados de la década de 1930, había menos de 6000 coreanos en Karafuto.
No obstante, dado el camino bélico que tomó Japón, el gobierno japonés intentó establecer más gente en las tierra de la prefectura —escasamente poblada— con el fin de asegurar el control del territorio y cumplir con las demandas crecientes de minas de carbón y aserraderos. Los reclutadores comenzaron a aprovisionarse de trabajadores de la península de Corea para tomar ventaja de los salarios bajos de allí; en un momento, llegaron a trabajar en la isla más de 150 mil coreanos. De ellos, alrededor de diez mil trabajadores fueron reubicados a Japón antes del final de la guerra. Los intentos de los coreanos de Sajalín de hoy en día para localizarlos han resultado inútiles.
Frecuentemente el Ejército Imperial Japonés utilizaba a las minorías étnicas locales (Orok, Nivjis y Ainu) para llevar a cabo actividades de inteligencia de recopilación de información ya que, como habitantes indígenas, su presencia no levantaría sospechas hacia la mitad soviética de la isla. Había coreanos en ambos lados de la frontera, no obstante, no era común el uso de coreanos como espías, ya que la policía de Karafuto desconfiaba de los coreanos respecto de su apoyo al movimiento independentista. En 1937 la Unión Soviética deportó a coreanos de la parte soviética de la isla y del Extremo Oriente ruso, debido a las sospechas que tenía respecto del nacionalismo coreano entre los coreanos de Sajalín, además del temor que dicha comunidad coreana pudiera albergar espías japoneses.

#### Ocupación soviética y masacres japonesas
En el marco de la guerra soviético-japonesa de 1945, la Unión Soviética invadió la parte japonesa de Sajalín el 11 de agosto de 1945, suceso del que se derivó la muerte de veinte mil civiles. En la confusión que sobrevino, comenzó a extenderse un rumor de que los coreanos podrían estar al servicio de la Unión Soviética sus espías, y esto condujo a los civiles y policías japoneses a realizar masacres contra los coreanos.